# NGC 230
NGC 230 est une vaste galaxie spirale vue par la tranche et située dans la constellation de la Baleine. Sa vitesse par rapport au fond diffus cosmologique est de 6 466 ± 46 km/s, ce qui correspond à une distance de Hubble de 95,4 ± 6,7 Mpc (∼311 millions d'al). NGC 230 a été découverte par l'astronome américain Francis Leavenworth en 1886.
La classe de luminosité de NGC 230 est I et elle renferme des régions d'hydrogène ionisé.